# Насув Меттау
Насув Меттау (нім. Mettauer Überschiebung) — тектонічний насув, що простягається з південного заходу на північний схід і є зоною розлому в земній корі на Високому Рейні в кантоні Ааргау та в районі Вальдсгут.

## Виникнення
Насув Меттау 

лежить над фундаментом і складається з шарів тріасових порід, які можна простежити від Меттау через Рейн до Вальдсгут-Тінгена. 
Він старший за розлом Мандах, який утворився під час пліоценового орогенезу. 
Насув Меттау бере свій початок у пермській системі грабенів, на північному краю якої Бонндорфський грабен і Ленцкірхерський грабен утворилися в нижньому карбоні. 
Іншими тектонічними структурами в Гоценвальді є зона розломів Вер, Форвальд і Егберг.
Сукупність розломів, блоків, грабенів і насувів також називають зоною основного руху Південного Шварцвальду, утворений під час Герцинського орогенезу. 
Після тривалого періоду спокою в юрському періоді розвинулися западини, а на початку третинного періоду відбулася подальша ерозія та опускання грабена Верхнього Рейну. 
У міоцені та плейстоцені відбулися підняття, які тривали в третинному та четвертинному періодах і тривають донині; 
Шварцвальд (Фельдберг) піднявся приблизно до 1000 метрів (від 2 до 5 мм на десятиліття, на основі рівня Верхнього Рейну, вимірювання з 1967 року).